# Masque photographique
 (mars 2024).
Si vous disposez d'ouvrages ou d'articles de référence ou si vous connaissez des sites web de qualité traitant du thème abordé ici, merci de compléter l'article en donnant les références utiles à sa vérifiabilité et en les liant à la section « Notes et références ».

Illustration schématique d'un masque photographique (en haut) et d'un circuit intégré (en bas) créé avec ce masque.

Un masque photographique (ou simplement masque, selon le contexte) est un gabarit avec des zones transparentes ou évidées et des zones opaques, laissant passer la lumière selon un motif précis. Les masques photographiques sont communément utilisés en photolithographie.